# Dimitris Fotakis
Dimitris Fotakis (en griego: Δημήτριος (Δημήτρης) Φωτάκης) es Profesor Ayudante de Informática Teórica en la Universidad Técnica Nacional de Atenas. Es un investigador prominente  en el campo de teoría de juego algorítmico.
Nacido y criado en Patras, recibió un Diploma de Informática (1994) y un PhD en Informática (1999) del Departamento de Ingeniería de Ordenador y Informática, Universidad de Patras, Grecia. Desde septiembre de 2001 a septiembre de 2003,  fue investigador Postdoctoral del Max-Planck-Institut für Informatik, Algoritmos y Grupo de Complejidad, Saarbrücken, Alemania. Desde febrero de 2009,  ha sido miembro de la facultad de Informática, Eléctricidad e Ingeniería de Ordenadores, Universidad Técnica Nacional de Atenas, Grecia.